# Inter Kashi Football Club 2023-2024
Questa voce raccoglie le informazioni riguardanti l'Inter Kashi nelle competizioni ufficiali della stagione 2023-2024.

## Maglie e sponsor
| Casa | Trasferta |

## Organico

### Rosa
| N. |                        | Ruolo | Calciatore                  |
| -- | ---------------------- | ----- | --------------------------- |
| 1  | India (bandiera)       | P     | Shubham Dhas                |
| 2  | India (bandiera)       | D     | Sanson Pereira              |
| 3  | India (bandiera)       | D     | Bijoy V                     |
| 4  | India (bandiera)       | D     | Klusner John Manuel Pereira |
| 5  | Inghilterra (bandiera) | D     | Peter Hartley               |
| 6  | India (bandiera)       | C     | Angelo Singh Keisam         |
| 7  | Spagna (bandiera)      | A     | Jordan Lamela               |
| 8  | India (bandiera)       | C     | Phijam Vikash Singh         |
| 9  | Spagna (bandiera)      | A     | Mario Barco                 |
| 10 | Spagna (bandiera)      | C     | Julen Pérez                 |
| 11 | India (bandiera)       | A     | Ishan Dey                   |
| 16 | India (bandiera)       | D     | Sandip Mandi                |
| 17 | India (bandiera)       | A     | Edmund Lalrindika           |
| 18 | India (bandiera)       | D     | Tejas Krishna               |
| 20 | India (bandiera)       | D     | Kojam Beyong                |

| N. |                       | Ruolo | Calciatore           |
| -- | --------------------- | ----- | -------------------- |
| 21 | Capo Verde (bandiera) | A     | Gianni dos Santos    |
| 22 | India (bandiera)      | C     | Jackichand Singh     |
| 24 | Spagna (bandiera)     | C     | Fran Gómez           |
| 25 | India (bandiera)      | A     | Sumeet Passi         |
| 26 | India (bandiera)      | D     | Deepak Devrani       |
| 27 | India (bandiera)      | D     | Anil Chawan          |
| 28 | India (bandiera)      | C     | Sehnaj Singh         |
| 29 | India (bandiera)      | P     | Arindam Bhattacharya |
| 33 | India (bandiera)      | A     | Muhammad Ajsal       |
| 36 | India (bandiera)      | C     | Asif Khan            |
| 39 | India (bandiera)      | D     | Lalruatthara         |
| 43 | India (bandiera)      | P     | Nikhil Deka          |
| 44 | India (bandiera)      | C     | Haobam Tomba Singh   |
| 77 | India (bandiera)      | C     | Gyamar Nikum         |
|    | India (bandiera)      | P     | Sharon Padattil      |

### Staff tecnico
- Carlos Santamarina - Allenatore
- Javier Broch - Assistente
- Arata Izumi - Assistente

## Calciomercato
| Acquisti | Acquisti                    | Acquisti            | Acquisti   |
| R.       | Nome                        | da                  | Modalità   |
| -------- | --------------------------- | ------------------- | ---------- |
| P        | Arindam Bhattacharya        |                     | Svincolato |
| P        | Sharon Padattil             |                     | Svincolato |
| P        | Nikhil Deka                 | NorthEast Utd       | Definitivo |
| P        | Shubham Dhas                | NEROCA              | Definitivo |
| D        | Peter Hartley               |                     | Svincolato |
| D        | Tejas Krishna               | Punjab FC           | Prestito   |
| D        | Deepak Devrani              | Punjab FC           | Prestito   |
| D        | Bijoy V                     | Kerala Blasters     | Prestito   |
| D        | Anil Chawan                 | Bengaluru United    | Definitivo |
| D        | Kojam Beyong                | Rajasthan Utd       | Definitivo |
| D        | Sandip Mandi                | Diamond Harbour     | Definitivo |
| D        | Klusner John Manuel Pereira | Dempo               | Definitivo |
| D        | Lalruatthara                |                     | Svincolato |
| C        | Sehnaj Singh                |                     | Svincolato |
| C        | Asif Khan                   | Mumbai City         | Definitivo |
| C        | Fran Gómez                  | Atlético Madrid B   | Prestito   |
| C        | Gyamar Nikum                | Mumbai City         | Prestito   |
| C        | Julen Pérez                 | Las Palmas Atlético | Definitivo |
| C        | Haobam Tomba Singh          | Classic FA          | Definitivo |
| C        | Angelo Singh Keisam         | Jamshedpur B        | Definitivo |
| C        | Phijam Vikash Singh         | Jamshedpur          | Definitivo |
| C        | Jackichand Singh            | Mumbai City         | Definitivo |
| A        | Muhammad Ajsal              | Kerala Blasters B   | Prestito   |
| A        | Sumeet Passi                |                     | Svincolato |
| A        | Jordan Lamela               |                     | Svincolato |
| A        | Ishan Dey                   | Sudeva Delhi        | Definitivo |
| A        | Edmund Lalrindika           | Bengaluru           | Prestito   |
| A        | Mario Barco                 | Numancia            | Definitivo |

| Cessioni | Cessioni | Cessioni | Cessioni |
| R.       | Nome     | a        | Modalità |
| -------- | -------- | -------- | -------- |

### Mercato invernale
| Acquisti | Acquisti          | Acquisti        | Acquisti   |
| R.       | Nome              | da              | Modalità   |
| -------- | ----------------- | --------------- | ---------- |
| D        | Sanson Pereira    | FC Goa          | Prestito   |
| A        | Gianni dos Santos | Atlético Ottawa | Definitivo |

| Cessioni | Cessioni     | Cessioni | Cessioni |
| R.       | Nome         | a        | Modalità |
| -------- | ------------ | -------- | -------- |
| C        | Sehnaj Singh | Namdhari | Prestito |

## Risultati

### I-League
| Arbitro: | Amatya M. |

|                               |           |                                       |
| Álex Sánchez 8’ Noufal PN 54’ | Marcatori | 30’ Edmund Lalrindika 90+2’ Asif Khan |

| Arbitro: | Ramdasan K. |

|                                                                                      |           |                   |
| Rosenberg Gabriel 38’ Pawan Kumar 56’ Bawitlung Lalnuntluanga 77’ R Lalbiakliana 85’ | Marcatori | 90+3’ Mario Barco |

| Arbitro: | Mehta A. |

|                                          |           |                                                                      |
| Harmanpreeth Singh 13’ Imanol Sádaba 90’ | Marcatori | 49’ Jordan Lamela 53’ (Rig.), 81’ Mario Barco 86’ Haobam Tomba Singh |

| Arbitro: | Lakshay L. |

|                      |           |                                       |
| Ricardo Dichiara 38’ | Marcatori | 52’ Jackichand Singh 87’ Gyamar Nikum |

| Arbitro: | Nagvenkar T. |

|  |           |                                          |
|  | Marcatori | 44’ Eddie Hernández 49’ Wahengbam Luwang |

| Arbitro: | Rana A. |

|                                                                            |           |  |
| Mohammad Inam 30’ Carlos Lomba 66’ Gnohere Krizo 83’ Mohamad Maksoud 90+5’ | Marcatori |  |

| Arbitro: | Lyngdoh Nongum k. |

|                   |           |                                                 |
| Sushil Meitei 63’ | Marcatori | 28’, 45+5’ Jordan Lamela 90+4’ Jackichand Singh |

| Arbitro: | Amatya M. |

|                                                       |           |                                  |
| Richardson Denzell 40’ (Rig.) Sandip Mandi 51’ (A.g.) | Marcatori | 4’ Sumeet Passi 24’ Gyamar Nikum |

| Arbitro: | Rawat L. |

|                                                      |           |  |
| Danish Aribam 9’ Deepak Singh 22’ Abraham Okyere 76’ | Marcatori |  |

| Arbitro: | Roy D. |

|                                 |           |  |
| Asif Khan 14’ Jordan Lamela 35’ | Marcatori |  |

| Arbitro: | Kumar M. |

|                       |           |               |
| K Lalhmangaihkima 88’ | Marcatori | 43’ Asif Khan |

| Arbitro: | Islam J. |

|  |           |                       |
|  | Marcatori | 23’ Gianni dos Santos |

| Arbitro: | Banerjee P. |

|                                         |           |                                                                     |
| Phijam Vikash Singh 23’ Mario Barco 86’ | Marcatori | 30’ Álex Sánchez 39’ Abhijith Abhijith 74’, 90+3’ Nikola Stojanović |

| Arbitro: | Lyngdoh Nongum k. |

|                    |           |                     |
| Muhammad Ajsal 56’ | Marcatori | 52’ Emmanuel Essien |

| Arbitro: | Rawat L. |

|                                                                                |           |                    |
| Edmund Lalrindika 3’ Deepak Devrani 15’ Mario Barco 52’ Haobam Tomba Singh 80’ | Marcatori | 36’ Stephen Acquah |

| Arbitro: | Tiwari A. |

|                 |           |                     |
| Mario Barco 77’ | Marcatori | 90+6’ Henry Kisekka |

| Lucknow 27 febbraio 2024, ore 12:00 UTC+5:30 18ª giornata                                                   | Inter Kashi | 3 – 1 referto       | NEROCA | Ekana Arena |
| \| \| \| \| \| Edmund Lalrindika 45+2’ Asif Khan 67’ Mario Barco 73’ \| Marcatori \| 54’ Lourembam Singh \| |             |                     |        |             |
| |             |                     |        |             |
| Edmund Lalrindika 45+2’ Asif Khan 67’ Mario Barco 73’                                                       | Marcatori   | 54’ Lourembam Singh |        |             |

| Arbitro: | Das S. |

|                 |           |                            |
| Mario Barco 40’ | Marcatori | 28’ Lalchungnunga Chhangte |

| Arbitro: | Singh J. |

|                                                                                                  |           |                                                        |
| Gyamar Nikum 12’ Muhammad Ajsal 26’, 55’ Jordan Lamela 78’ Asif Khan 90’ Gianni dos Santos 90+8’ | Marcatori | 43’ (Rig.) Sardor Jakhonov 63’, 85’ Issahak Nuhu Seidu |

| Arbitro: | Das S. |

|  |           |                                          |
|  | Marcatori | 76’ Haobam Tomba Singh 79’ Peter Hartley |

| Arbitro: | Krishnan A. |

|                                                                              |           | |
| Edmund Lalrindika 3’ Gyamar Nikum 13’ Jordan Lamela 33’ Mario Barco 86’, 88’ | Marcatori | 29’ (A.g.) Sumeet Passi 44’ Lalrinzuala Lalbiaknia 61’ Lalmuanawma Lalmuanawma 84’ Lalbiakdika Vanlalvunga |

| Arbitro: | Mondal P. |

|                                   |           |                          |
| Mario Barco 31’ Tejas Krishna 45’ | Marcatori | 54’ (Rig.) Renan Paulino |

| Arbitro: | Islam J. |

|                        |           |                 |
| Sandip Mandi 8’ (A.g.) | Marcatori | 84’ Mario Barco |

| Arbitro: | Roy D. |

|                        |           |                    |
| Julen Pérez 87’ (Rig.) | Marcatori | 41’ Juan Castañeda |

#### Andamento in campionato
| Giornata  | 1 | 2  | 3 | 4 | 5 | 6 | 7 | 8 | 9 | 10 | 11 | 12 | 13 | 14 | 15 | 16 | 17 | 18 | 19 | 20 | 21 | 22 | 23 | 24 | 25 | 26 |
| --------- | - | -- | - | - | - | - | - | - | - | -- | -- | -- | -- | -- | -- | -- | -- | -- | -- | -- | -- | -- | -- | -- | -- | -- |
| Luogo     | T | T  | T | X | T | C | T | T | T | T  | C  | T  | T  | C  | C  | C  | C  | C  | C  | C  | T  | C  | C  | T  | C  | X  |
| Risultato | N | P  | V | X | V | P | P | V | N | P  | V  | N  | V  | P  | N  | V  | N  | V  | N  | V  | V  | V  | V  | N  | N  | X  |
| Posizione | 4 | 10 | 6 | 8 | 5 | 9 | 9 | 8 | 8 | 9  | 7  | 8  | 5  | 5  | 5  | 5  | 5  | 6  | 5  | 5  | 5  | 5  | 3  | 4  | 4  | 4  |

Legenda:

Luogo: C = Casa; T = Trasferta. Risultato: V = Vittoria; N = Pareggio; P = Sconfitta.

### Super Cup

#### Qualificazioni
| Arbitro: | Pranjal Banerjee |

|                                                                                      |           |  |
| Mario Barco 10’, 75’ Edmund Lalrindika 58’ Haobam Tomba Singh 87’ Muhammad Ajsal 88’ | Marcatori |  |

#### Fase a gironi
| Arbitro: | Pranjal Banerjee |

|                                      |           |                  |
| Carlos Martínez 58’ Noah Sadaoui 66’ | Marcatori | 78’ Gyamar Nikum |

| Bhubaneswar 17 gennaio 2024, ore 15:00 UTC+5:30 2ª giornata                                                | Odisha    | 3 – 0 referto | Inter Kashi | Kalinga Stadium |
| \| \| \| \| \| Lalthathanga Khawlhring 45+2’ Diego Maurício 60’ Isak Vanlalruatfela 80’ \| Marcatori \| \| |           |               |             |                 |
| |           |               |             |                 |
| Lalthathanga Khawlhring 45+2’ Diego Maurício 60’ Isak Vanlalruatfela 80’                                   | Marcatori |               |             |                 |

| Bhubaneswar 22 gennaio 2024, ore 09:30 UTC+5:30 3ª giornata                | Bengaluru | 1 – 1 referto         | Inter Kashi | Kalinga Stadium |
| \| \| \| \| \| Javi Hernández 58’ \| Marcatori \| 15’ Edmund Lalrindika \| |           |                       |             |                 |
|                                                                            |           |                       |             |                 |
| Javi Hernández 58’                                                         | Marcatori | 15’ Edmund Lalrindika |             |                 |

#### Andamento nel girone
| Giornata  | 1 | 2 | 3 |  |
| --------- | - | - | - |  |
| Luogo     | T | T | T |  |
| Risultato | P | P | N |  |
| Posizione | 4 | 4 | 4 |  |

Legenda:

Luogo: C = Casa; T = Trasferta. Risultato: V = Vittoria; N = Pareggio; P = Sconfitta.